# Ga công viên Hyochang
Ga công viên Hyochang (Tiếng Hàn: 효창공원앞역, Hanja: 孝昌公園앞驛) là ga trung chuyển trên Tàu điện ngầm Seoul tuyến 6 và Tuyến Gyeongui–Jungang nằm ở Hyochang-dong và Yongmun-dong, Yongsan-gu, Seoul. Ban đầu nó là ga Misaengjeong mở cửa vào năm 1929 và đóng vào năm 1944, ga Hyochang mở cửa lại vào năm 1975. Nó bị bỏ hoang vào năm 2004, nhưng sau khi tái xây dựng nó mở cửa vào tháng 6 năm 2015 trên Tuyến Gyeongui–Jungang.

## Lịch sử
- 20 tháng 9 năm 1929: Tuyến Yongsan được khai trương giữa Yongsan ~ Segyo-ri và Ga Wonjeong bắt đầu đi vào hoạt động (cách Yongsan 1,2 km) [1]
- Tháng 1 năm 1948: Đổi tên ga thành Ga Hyochang[2]
- 10 tháng 4 năm 1969: Tuyến Gyeongui bị hạ cấp từ ga trung chuyển được triển khai thành ga trung chuyển chưa được phân phối [3]
- 15 tháng 8 năm 1974: Bãi bỏ nhà ga[4]
- 23 tháng 6 năm 1978: Mở cửa trở lại hoạt động kinh doanh trạm tín hiệu trên Tuyến Gyeongui (cách Yongsan 1,8 km) [5]
- 1 tháng 3 năm 1984: Được thăng chức lên ga triển khai Tuyến Gyeongui[6]
- 1 tháng 7 năm 2004: Phá dỡ đường ray Tuyến Gyeongui và ngắt kết nối đường sắt tới Ga Gajwa.
- 1 tháng 8 năm 2009: Phá dỡ 1 km đường ray từ Ga Yongsan trên Tuyến Gyeongui
- 15 tháng 12 năm 2000: Ga Công viên Hyochang (Văn phòng Yongsan-gu) mở cửa cùng với việc mở đoạn giữa Ga Eungam ~ Ga Sangwolgok trên Tàu điện ngầm Seoul tuyến 6.
- 27 tháng 5 năm 2010: Tên ga Tàu điện ngầm Seoul tuyến 6 đổi thành Ga Công viên Hyochang.
- 24 tháng 9 năm 2012: Bắt đầu xây dựng ga tàu điện ngầm Tuyến Gyeongui–Jungang.
- 27 tháng 12 năm 2014: Tất cả các đoạn của Tuyến Gyeongui–Jungang đã được khai trương, đi qua mà không dừng lại do việc xây dựng nhà ga bị chậm trễ.
- 6 tháng 7 năm 2015: Thông báo sửa đổi tên ga và bắt đầu sử dụng Ga Công viên Hyochang trên Tuyến Gyeongui–Jungang (cách Yongsan 1,5 km) [7]
- 30 tháng 4 năm 2016: Nó trở thành ga trung chuyển với việc khai trương Tuyến Gyeongui–Jungang và bắt đầu hoạt động vận chuyển hành khách.

## Bố trí ga

### Tuyến số 6 (B3F)
| Gongdeok ↑ |
| E/B W/B \| |
| ↓ Samgakji |

| Hướng Tây  | ● Tuyến 6 | ← Hướng đi Gongdeok · Hapjeong · Digital Media City · Eungam |
| Hướng Đông | ● Tuyến 6 | → Hướng đi Samgakji · Dongmyo · Seokgye · Sinnae →           |

| Tuyến và hướng         | Tuyến và hướng | Tuyến và hướng         | Chuyển tuyến nhanh |
| ---------------------- | -------------- | ---------------------- | ------------------ |
| Tuyến 6 (Hướng Eungam) | →              | Tuyến Gyeongui–Jungang | 6-4                |
| Tuyến 6 (Hướng Sinnae) | →              | Tuyến Gyeongui–Jungang | 3-1                |

### Tuyến Gyeongui–Jungang (B2F)
| ↑ Gongdeok |
| １ \| ２   |
| Yongsan ↓  |

| １ | ● Tuyến Gyeongui–Jungang | ← Hướng đi Gongdeok · Đại học Hongik · Ilsan · Munsan |
| ２ | ● Tuyến Gyeongui–Jungang | → Hướng đi Yongsan · Ichon · Wangsimni · Jipyeong →   |

| Tuyến và hướng                         | Tuyến và hướng | Tuyến và hướng | Chuyển tuyến nhanh |
| -------------------------------------- | -------------- | -------------- | ------------------ |
| Tuyến Gyeongui–Jungang (Hướng Munsan)  | →              | Tuyến 6        | 2-3                |
| Tuyến Gyeongui–Jungang (Hướng Yongmun) | →              | Tuyến 6        | 8-3                |

## Xung quanh nhà ga
| Lối ra \| 나가는 곳 \| Exit \| 出口 | Lối ra \| 나가는 곳 \| Exit \| 出口 |
| ----------------------------------- | --- |
| 1                                   | Công viên Hyochang Trung tâm cộng đồng Hyochang-dong·Sân vận động Hyochang Kim Koo Museum & Library Korea University of International Studies Trường trung học ô tô Seoul Trường tiểu học Geumyang Yongsan KCC Switzen APT Inspiring Echoes: The Lee Bong-chang Legacy Museum |
| 2                                   | Đồn cảnh sát Yongsan Khu vực Wonhyo·Bưu điện Wonhyoro Thị trấn tổng hợp Yongsan Dream Tree Đại học nữ sinh Sookmyung Trường trung học Internet Seonlin Trường trung học Seonlin Trung tâm Y tế Công cộng Yongsan-gu Yongsan Lotte Castle Center Forest APT                    |
| 3                                   | Bưu điện Yongmun-dong Trung tâm cộng đồng Wonhyoro 1-dong·Trung tâm văn hóa và thể thao Yongsan Chợ thiết bị điện tử Yongsan Trường tiểu học Namjeong Yongsan e-Pyeonghan Sesang APT                                                                                          |
| 4                                   | Đường rừng Tuyến Gyeongui Trung tâm cộng đồng Yongmun-dong Dowon-dong Samsung Raemian APT |
| 5                                   | Trung tâm cộng đồng Wonhyoro 1-dong·Trung tâm văn hóa và thể thao Yongsan Yongsan e-Pyeonghan Sesang APT Đường rừng Tuyến Gyeongui Chợ thiết bị điện tử Yongsan Trường tiểu học Namjeong Chợ Yongmun                                                                          |
| 6                                   | Yongmun-dong·Trung tâm cộng đồng Yongmun-dong Dowon-dong Đường rừng Tuyến Gyeongui |

## Hình ảnh

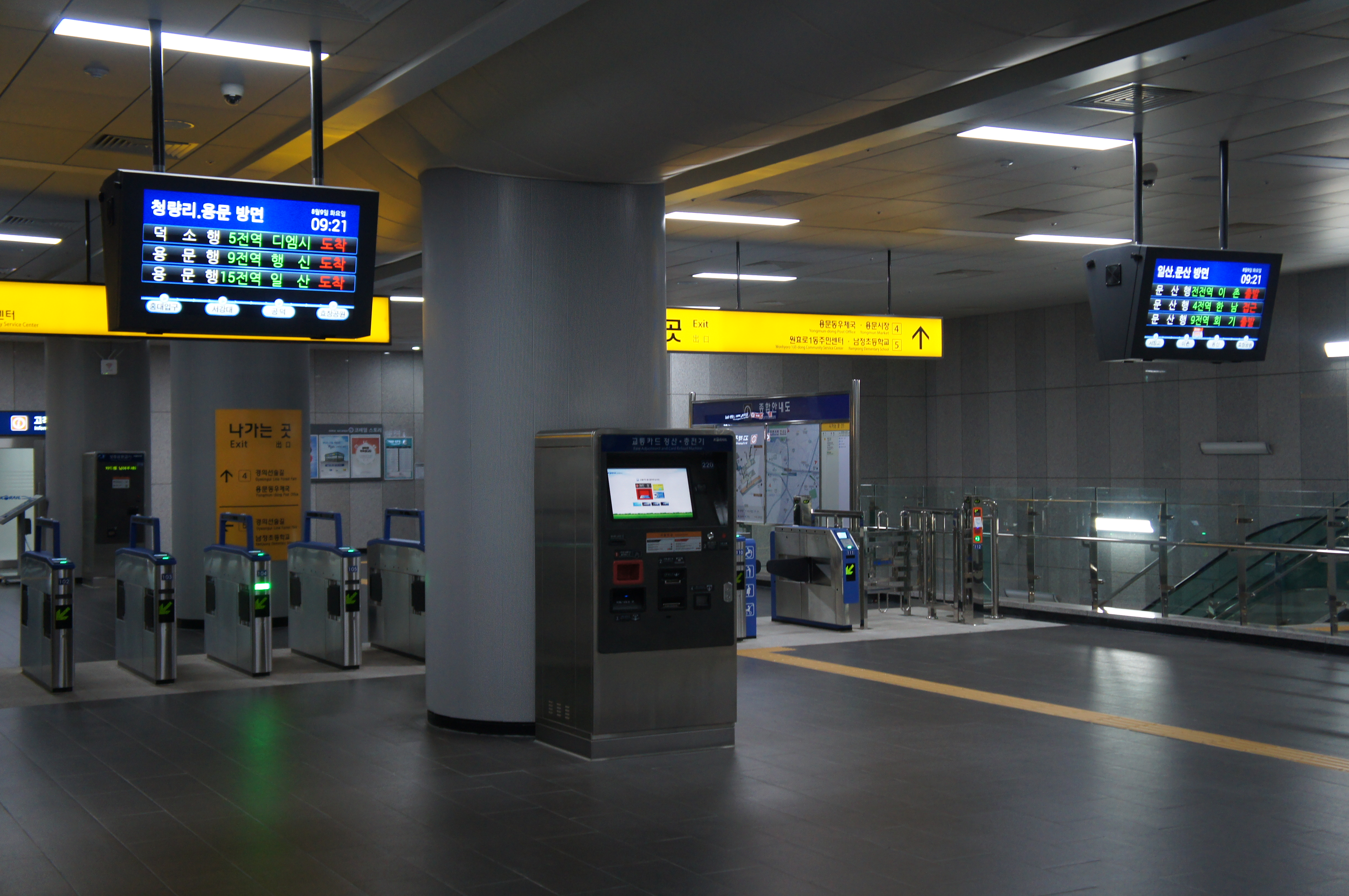
Phòng chờ Tuyến Gyeongui–Jungang
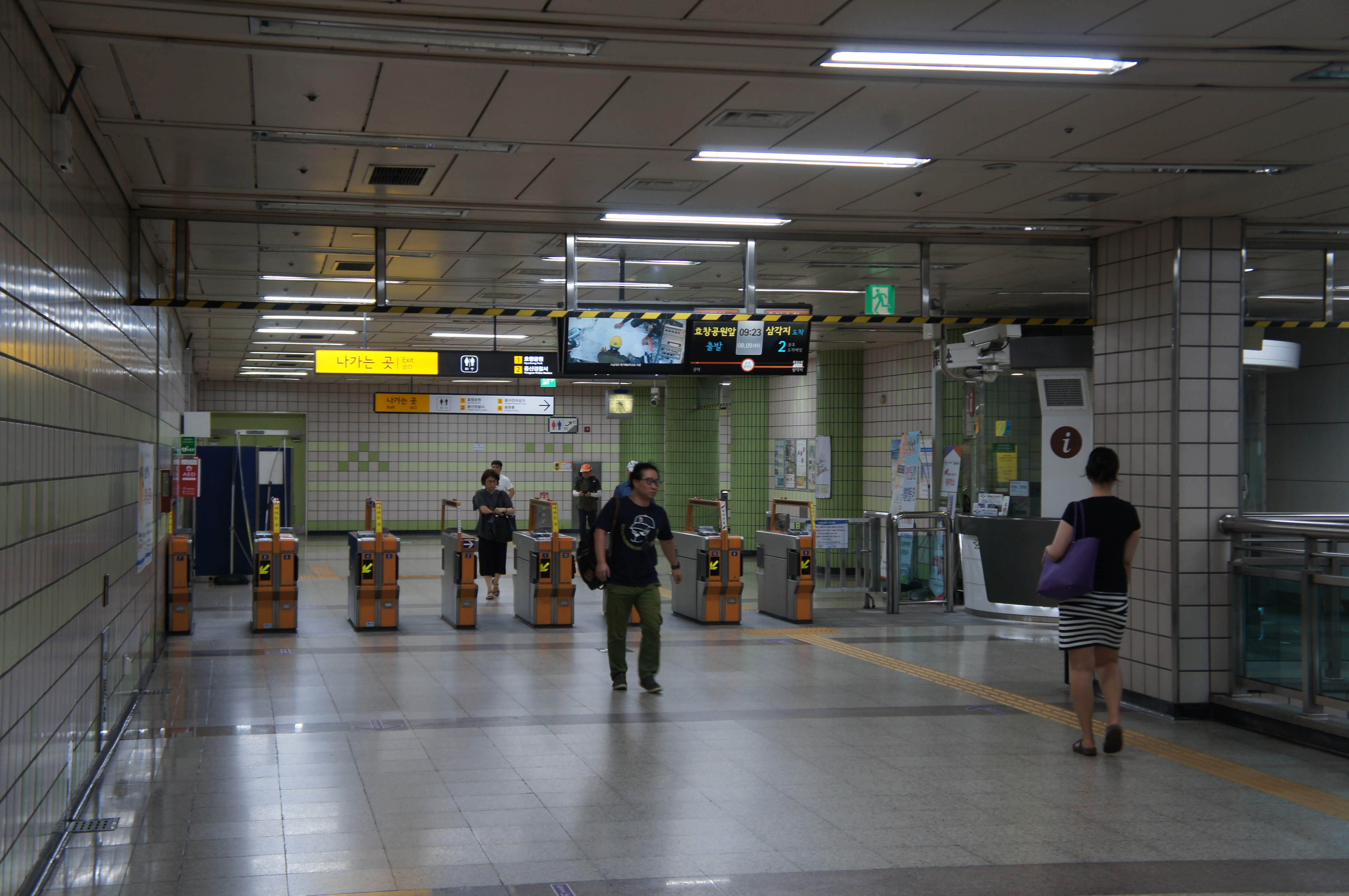
Phòng chờ Tuyến 6
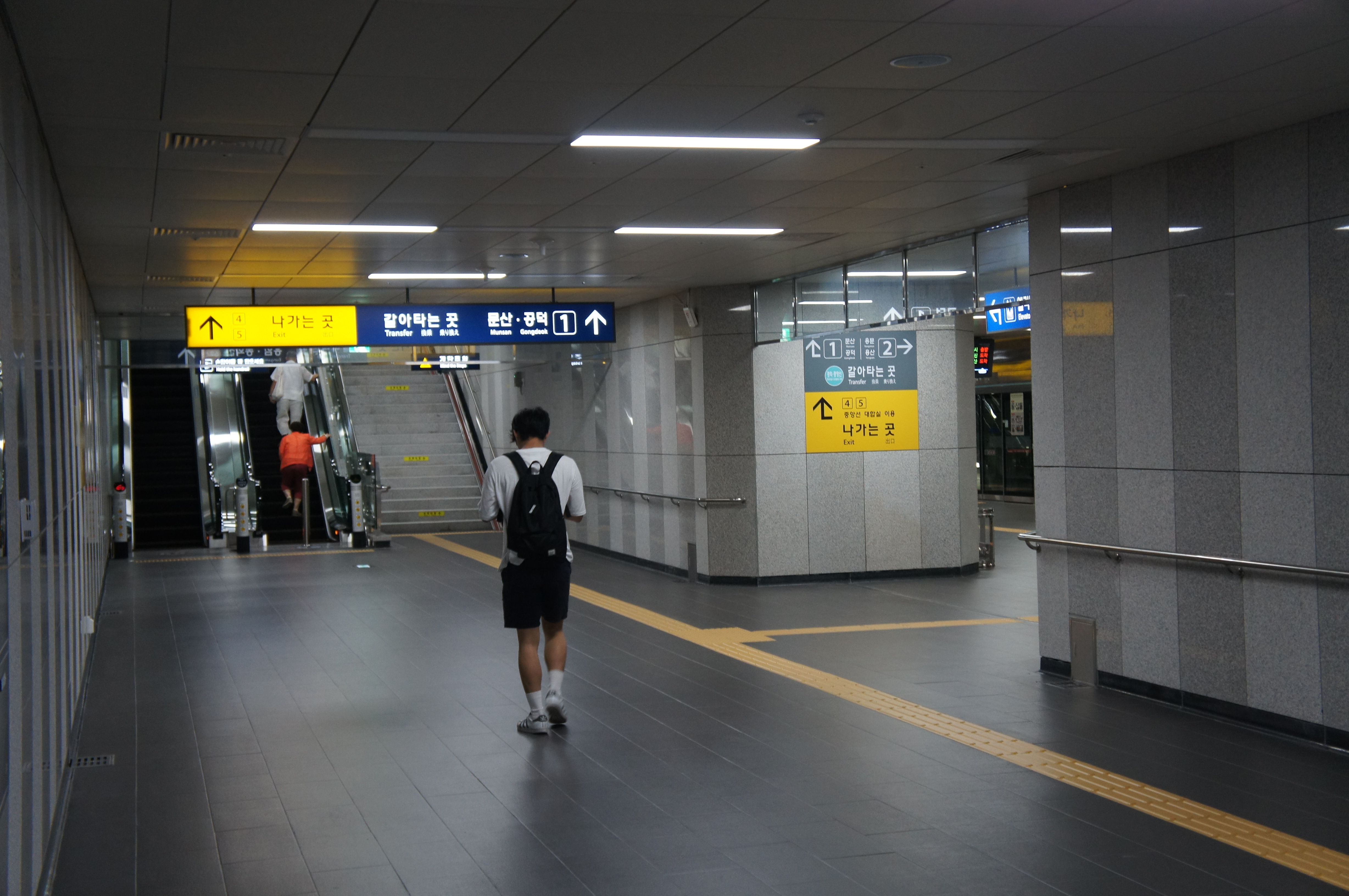
Lối đi chuyển tuyến
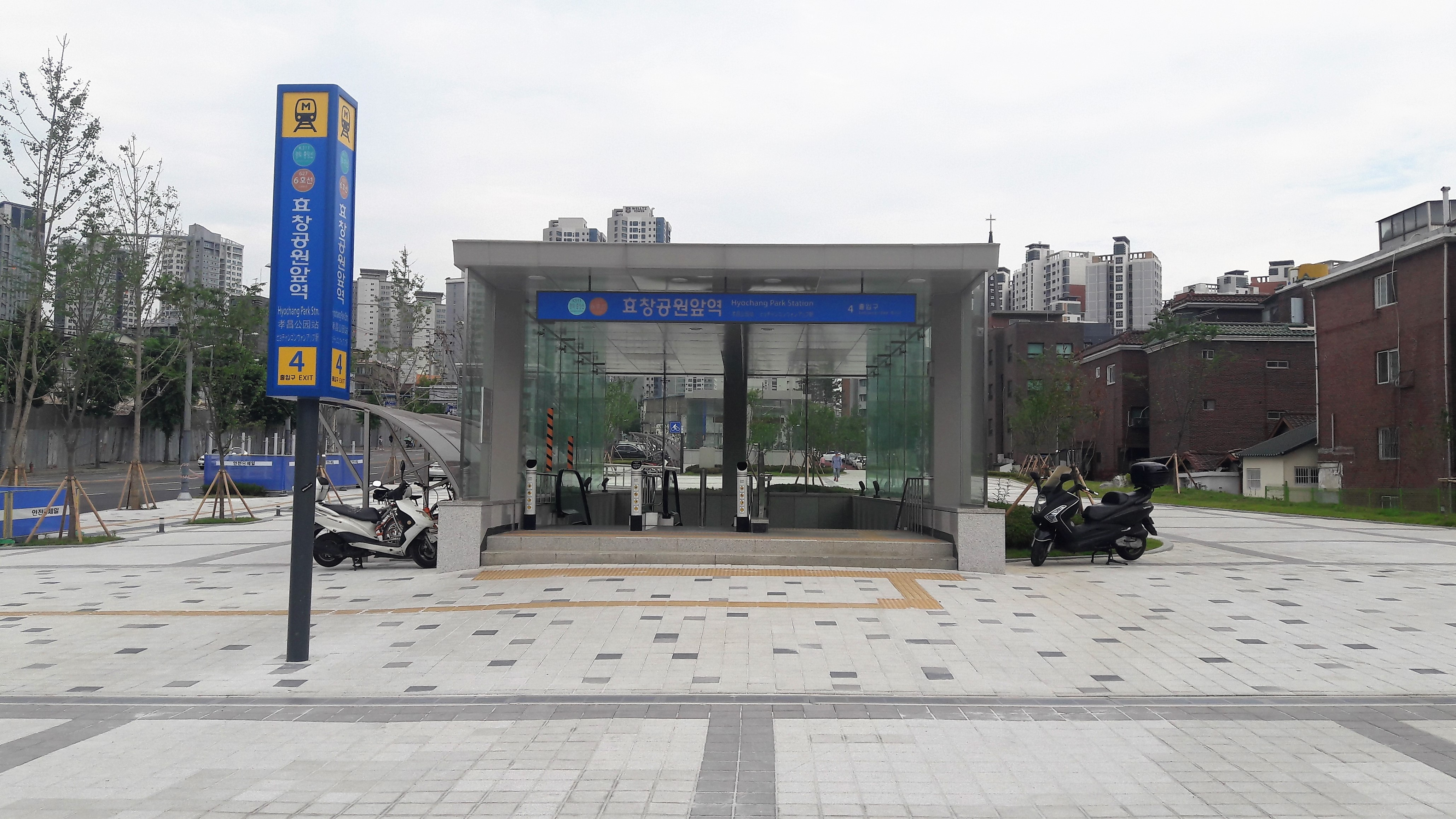
Lối ra 4
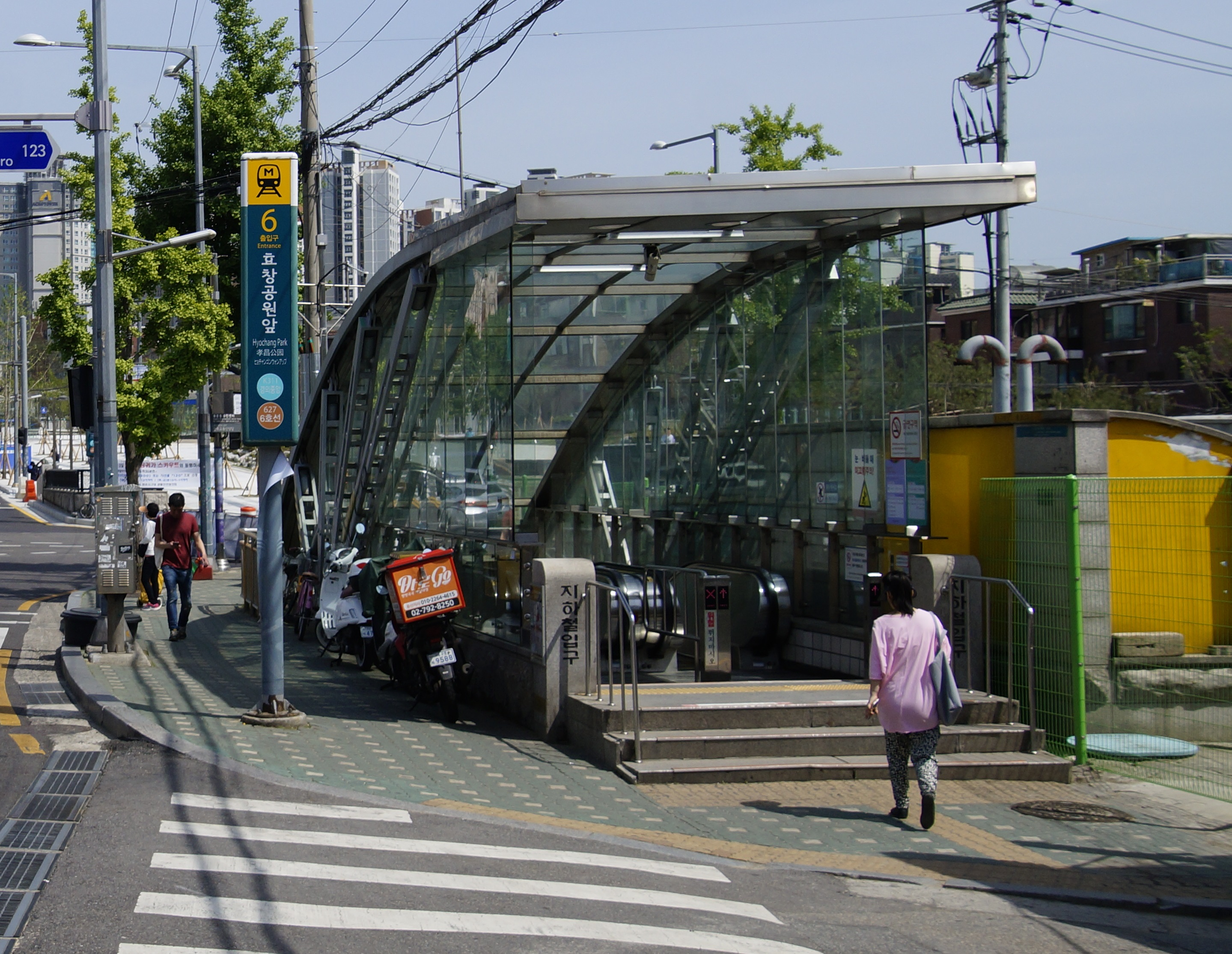
Lối ra 6